# Bellmead
Bellmead és una població dels Estats Units a l'estat de Texas. Segons el cens del 2000 tenia 9.214 habitants.

## Demografia
Segons el cens del 2000, Bellmead tenia 9.214 habitants, 3.367 habitatges, i 2.333 famílies. La densitat de població era de 571 habitants/km².
Dels 3.367 habitatges en un 35,7% hi vivien nens de menys de 18 anys, en un 46,9% hi vivien parelles casades, en un 16,8% dones solteres, i en un 30,7% no eren unitats familiars. En el 26,3% dels habitatges hi vivien persones soles l'11,2% de les quals corresponia a persones de 65 anys o més que vivien soles. El nombre mitjà de persones vivint en cada habitatge era de 2,72 i el nombre mitjà de persones que vivien en cada família era de 3,28.
Per edats la població es repartia de la següent manera: un 29,5% tenia menys de 18 anys, un 11,3% entre 18 i 24, un 29% entre 25 i 44, un 18,3% de 45 a 60 i un 11,9% 65 anys o més.
L'edat mediana era de 32 anys. Per cada 100 dones de 18 o més anys hi havia 91,5 homes.
La renda mediana per habitatge era de 28.189 $ i la renda mediana per família de 31.927 $. Els homes tenien una renda mediana de 25.253 $ mentre que les dones 17.463 $. La renda per capita de la població era de 13.100 $. Aproximadament el 16,1% de les famílies i el 19,8% de la població estaven per davall del llindar de pobresa.

## Poblacions més properes
El següent diagrama mostra les poblacions més properes.